# Кобилін-Божими
Кобилін-Божими (пол. Kobylin-Borzymy) — село в Польщі, у гміні Кобилін-Божими Високомазовецького повіту Підляського воєводства.
Населення — 175 осіб (2011).
У 1975-1998 роках село належало до Ломжинського воєводства.

## Демографія
Демографічна структура станом на 31 березня 2011 року:
|          | Загалом | Допрацездатний вік | Працездатний вік | Постпрацездатний вік |
| -------- | ------- | ------------------ | ---------------- | -------------------- |
| Чоловіки | 85      | 19                 | 54               | 12                   |
| Жінки    | 90      | 14                 | 51               | 25                   |
| Разом    | 175     | 33                 | 105              | 37                   |